# Soli Adashev
Soli Adashev (ros. Сали Адашев, ur. 2 marca 1923 w kiszłaku Toʻda w Uzbekistanie, zm. 2 listopada 1984 w Namanganie) – radziecki wojskowy, starszy sierżant, Bohater Związku Radzieckiego (1945).

## Życiorys
Urodził się w uzbeckiej rodzinie chłopskiej. W 1941 ukończył technikum pedagogiczne w Andiżanie, od 26 czerwca 1941 służył w Armii Czerwonej, od czerwca 1942 walczył w wojnie z Niemcami na Froncie Zachodnim, następnie Białoruskim i 2 Białoruskim. Brał udział w operacji rżewsko-wiaziemskiej, smoleńskiej, orszańskiej, mohylewskiej, mińskiej, białostockiej, wschodniopruskiej i berlińskiej, był trzykrotnie ranny. Szczególnie wyróżnił się podczas operacji mohylewskiej 23 czerwca 1944. Po wojnie został zdemobilizowany.

## Odznaczenia
- Złota Gwiazda Bohatera Związku Radzieckiego (24 marca 1945)
- Order Lenina (24 marca 1945)
- Order Czerwonego Sztandaru (2 września 1944)

I medale.